# Dichaetomyia latat
Dichaetomyia latat este o specie de muște din genul Dichaetomyia, familia Muscidae, descrisă de Shinonaga în anul 2004. Conform Catalogue of Life specia Dichaetomyia latat nu are subspecii cunoscute.